# Норт Грејт Ривер (Њујорк)
Норт Грејт Ривер (енгл. North Great River) насељено је место без административног статуса у америчкој савезној држави Њујорк.

## Демографија
По попису из 2010. године број становника је 4.001, што је 72 (1,8%) становника више него 2000. године.
| Група             | 2000.         | 2010.         |
| Белци             | 3.531 (89,9%) | 3.304 (82,6%) |
| Афроамериканци    | 62 (1,6%)     | 119 (3,0%)    |
| Азијати           | 49 (1,2%)     | 82 (2,0%)     |
| Хиспаноамериканци | 248 (6,3%)    | 470 (11,7%)   |
| Укупно            | 3.929         | 4.001         |